# 15. Reserve-Division (Deutsches Kaiserreich)
Die 15. Reserve-Division war ein Großverband der Preußischen Armee im Ersten Weltkrieg.

## Gliederung

### Kriegsgliederung bei Mobilmachung 1914
- 30. Reserve-Infanterie-Brigade
  - Reserve-Infanterie-Regiment Nr. 25
  - Reserve-Infanterie-Regiment Nr. 69
- 32. Reserve-Infanterie-Brigade
  - Reserve-Infanterie-Regiment Nr. 17
  - Reserve-Infanterie-Regiment Nr. 30
- Reserve-Ulanen-Regiment Nr. 5
- Reserve-Feldartillerie-Regiment Nr. 15
- 4. Kompanie/1. Rheinisches Pionier-Bataillon Nr. 8

### Kriegsgliederung vom 28. Juni 1918
- 30. Reserve-Infanterie-Brigade
  - Reserve-Infanterie-Regiment Nr. 17
  - Reserve-Infanterie-Regiment Nr. 25
  - Reserve-Infanterie-Regiment Nr. 69
  - 2. Eskadron/Kürassier-Regiment „Graf Gessler“ (Rheinisches) Nr. 8
- Artillerie-Kommandeur Nr. 104
  - Reserve-Feldartillerie-Regiment Nr. 15
  - Fußartillerie-Regiment Nr. 125
- Pionier-Bataillon Nr. 315
- Divisions-Nachrichten-Kommandeur Nr. 415

## Gefechtskalender

### 1914
- 22. bis 23. August --- Schlacht bei Neufchâteau
- 24. bis 29. August --- Schlacht an der Maas
- 30. August bis 5. September --- Verfolgung von der Maas zu Marne
- 6. bis 12. September --- Schlacht an der Marne
- 13. September bis 19. Dezember --- Stellungskämpfe in der Champagne
- 20. bis 30. Dezember --- Schlacht bei Perthes les Hurles, Souain und Beausèjour
- ab 31. Dezember --- Stellungskämpfe in der Champagne

### 1915
- bis 7. Januar --- Stellungskämpfe in der Champagne
- 8. bis 13. Januar --- Schlacht bei Perthes les Hurles und Beauséjour
- 14. bis 31. Januar --- Stellungskämpfe in der Champagne
- 1. bis 5. Februar --- Schlacht bei Perthes les Hurlus und Massiges
- 6. bis 15. Februar --- Stellungskämpfe in der Champagne
- 16. bis 19. Februar --- Schlacht bei Perthes les Hurlus und Beauséjour
- 21. Februar bis 20. März --- Winterschlacht in der Champagne
- 21. März bis 21. September --- Stellungskämpfe in der Champagne
- 22. September bis 1. Oktober --- Herbstschlacht in der Champagne
- 2. bis 7. Oktober --- Reserve der 3. Armee
- ab 8. Oktober --- Kämpfe an der Aisne

### 1916
- bis 4. September --- Kämpfe an der Aisne
- 5. September bis 26. November --- Schlacht an der Somme
- ab 27. November --- Stellungskämpfe an der Somme

### 1917
- bis 15. März --- Stellungskämpfe an der Somme
- 16. bis 21. März --- Kämpfe vor der Siegfriedfront
- 21. März bis 10. April --- Stellungskämpfe an der Aisne
- 11. April bis 6. Mai --- Frühjahrsschlacht bei Arras
- 6. bis 15. Mai --- Stellungskämpfe an der Yser
- 15. bis 19. Mai --- Reserve Oberost
- 19. Mai bis 17. Juni --- Stellungskämpfe man der Schtschara-Serwetsch
- 16. bis 28. Juni ---Stellungskämpfe an der Narajowka, zwischen Narajowka und Zlota-Lipa und an der Ceniowka
- 29. Juni bis 3. Juli --- Abwehr der russischen Sommeroffensive – Schlacht bei Brzezany
- 4. bis 20. Juli --- Stellungskämpfe an der Narajowka, zwischen Narajowka, Zlota-Lipa und Ceniowka
- 21. bis 30. Juli --- Verfolgungskämpfe in Ostgalizien
- 31. Juli bis 2. August --- Kämpfe um Zbrucz und am Sereth
- 3. August bis 7. Dezember --- Stellungskämpfe zwischen Dnjestr, am Zbrucz und zwischen Zbrucz und Sereth
- 8. bis 17. Dezember --- Waffenruhe
- 17. bis 31. Dezember --- Waffenstillstand

### 1918
- 3. Januar bis 23. April --- Stellungskämpfe vor Verdun
- 23. April bis 25. Juni --- Stellungskämpfe in Französisch-Flandern und Artois
- 25. Juni bis 20. August --- Kämpfe zwischen Arras und Artois
- 21. August bis 2. September --- Schlacht bei Monchy-Bapaume
- 3. bis 26. September --- Kämpfe vor der Siegfriedfront
- 27. September bis 8. Oktober --- Abwehrschlacht zwischen Cambrai und St. Quentin
- 10. Oktober bis 4. November --- Kämpfe vor und in der Hermannstellung
- 5. bis 11. November --- Rückzugskämpfe vor der Antwerpen-Maas-Stellung
- ab 12. November --- Räumung des besetzten Gebietes und Marsch in die Heimat

## Kommandeure
| Dienstgrad                             | Name                      | Datum                                  |
| -------------------------------------- | ------------------------- | -------------------------------------- |
| Generalmajor                           | Eberhard von Kurowski     | 2. August bis 11. September 1914       |
| Generalmajor                           | Artur von Eisenhart-Rothe | 12. September 1914 bis 13. Januar 1915 |
| Generalleutnant/General der Infanterie | Eduard von Liebert        | 14. Januar 1915 bis 24. Januar 1917    |
| Generalleutnant                        | Leo Limburg               | 25. Februar 1917 bis 17. Januar 1918   |
| Generalleutnant                        | Paul Wilhelm Hucke        | 18. Januar 1918 bis 7. Januar 1919     |